# Bronisław Opałko

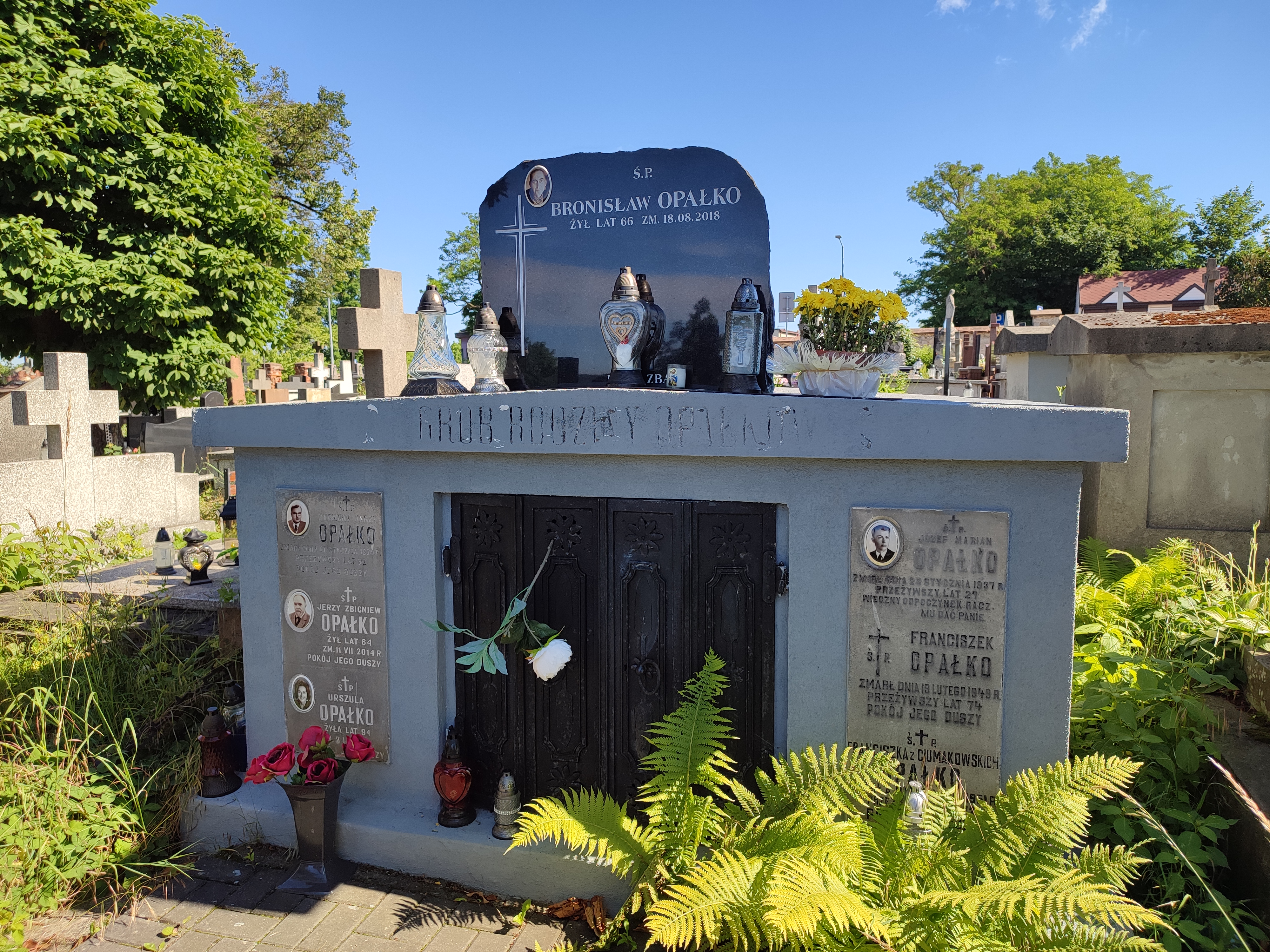
Grób Bronisława Opałki na cmentarzu Nowym w Kielcach

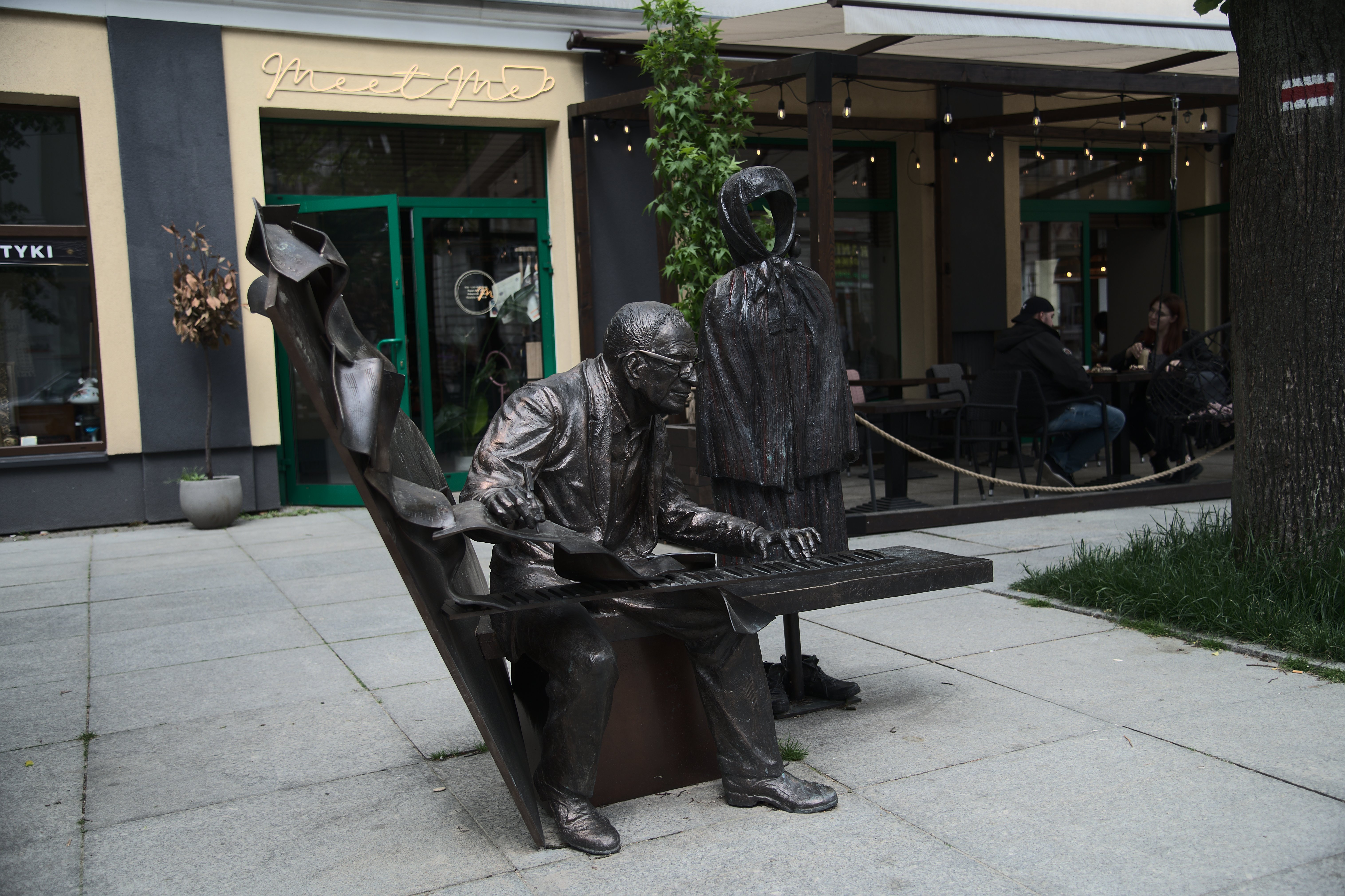
Pomnik Bronisława Opałki na ulicy Sienkiewicza w Kielcach

Bronisław Józef Opałko (ur. 17 lutego 1952 w Kielcach, zm. 18 sierpnia 2018 tamże) – polski artysta kabaretowy, aktor, kompozytor i autor tekstów. Od lat 70. XX w. twórca i wykonawca postaci Genowefy Pigwy. Współpracował m.in. z Zespołem Adwokackim Dyskrecja. Tworzył kabaret Pigwa-Show, w którym skecze przeplatane były piosenkami kabaretowymi. Występował na festynach, koncertach, a także ze specjalnym programem na eventach i imprezach okolicznościowych.

## Życiorys
W Wyższej Szkole Pedagogicznej w Kielcach ukończył studia na kierunku wychowanie muzyczne. Podczas studiów występował w kabarecie „Pod postacią”, potem założył „Orkiestrę do Użytku Wewnętrznego”. W 1986 związał się na kilka lat z kabaretem radiowym Zespół Adwokacki Dyskrecja, dla którego w latach 1986–1989 nagrał wiele piosenek oraz występował w skeczach. W 1987 założył własny kabaret „Pigwa Show”. W tym ostatnim występowali także dziennikarze telewizyjnego Teleexpressu: Zbigniew Krajewski, Wojciech Nowakowski i Wojciech Reszczyński. W 1993 wyprowadził się z Kielc do jednej z podkieleckich wsi, gdzie prowadził studio nagraniowe. Od 2005 aż do śmierci współtworzył audycję „Radio Pigwa”, emitowaną w każdą niedzielę w godzinach 14.00–15.00 on-line w Radio Kielce.
W grudniu 2015 został skazany na karę jednego roku i 8 miesięcy pozbawienia wolności w zawieszeniu na trzy lata za uprawę pięciu krzaków marihuany.
Zmarł nad ranem 18 sierpnia 2018 w kieleckim szpitalu. Uroczystości pogrzebowe artysty odbyły się 23 sierpnia w Kielcach. Po mszy żałobnej w tamtejszej bazylice katedralnej został pochowany na cmentarzu Nowym.

## Upamiętnienie
25 czerwca 2022 roku odsłonięto w Kielcach pomnik w formie ławeczki poświęcony Bronisławowi Opałce. Stanął przy ulicy Sienkiewicza, między ulicami Małą a Dużą. Autorem rzeźby jest Sławomir Micek.
7 grudnia 2024 roku, również w Kielcach, odsłonięto mural upamiętniający artystę znajdujący się na bloku przy ul. Chopina 17.